# John E. Kenna
John Edward Kenna, född 10 april 1848 i Kanawha County, Virginia (nuvarande West Virginia), död 11 januari 1893 i Washington, D.C., var en amerikansk demokratisk politiker. Han representerade delstaten West Virginia i båda kamrarna av USA:s kongress.
Kenna deltog i amerikanska inbördeskriget i Amerikas konfedererade staters armé. Han sårades i kriget, studerade sedan juridik och inledde 1870 sin karriär som advokat i West Virginia. Han var åklagare för Kanawha County 1872-1877.
Kenna representerade West Virginias 3:e distrikt i USA:s representanthus 1877-1883. Han var därefter ledamot av  USA:s senat från 4 mars 1883 fram till sin död.
Kennas grav finns på Mount Olivet Cemetery i Charleston, West Virginia. Hans son Joseph Norris "Jo N." Kenna (1888-1950) var delstatspolitiker och domare.
En staty av John E. Kenna finns i National Statuary Hall Collection i Kapitoliumbyggnaden. Statyn är en av två statyer som representerar West Virginia i samlingen. Den andra statyn föreställer Francis Harrison Pierpont.

## Fotnoter
1. 1 2  SNAC, SNAC Ark-ID: w62c1s8q, läs online, läst: 9 oktober 2017.[källa från Wikidata]
2. 1 2  Find a Grave, Find A Grave-ID: 7618790, läs online, läst: 9 oktober 2017.[källa från Wikidata]
3. ↑  Find a Grave, läs online.[källa från Wikidata]
4. 1 2 3 4 5  Biographical Directory of the United States Congress, United States Government Publishing Office, 1903, US Congress Bio-ID: K000099, läst: 29 januari 2021.[källa från Wikidata]